# Lake Washington Ship Canal
Der Lake Washington Ship Canal, der durch die Stadt Seattle verläuft, verbindet den Süßwassersee Lake Washington mit dem salzwassergeprägten Binnenmeer des Puget Sound. Die Schleusen des Hiram M. Chittenden Locks überwinden die etwa sechs Meter Höhenunterschied zwischen den Wasserspiegeln des Lake Washington und des Sunds. Der Kanal verläuft in Ost-West-Richtung und verbindet die Union Bay, den Montlake Cut, die Portage Bay, den Lake Union, den Fremont Cut, die Salmon Bay und die Shilshole Bay, welch letztere Teil des Sundes ist.

## Geschichte
Das Projekt zum Bau des Schiffskanals begann 1911 und wurde offiziell 1934 abgeschlossen. Vor dem Bau des Lake Washington Ship Canal, auch als Salmon Bay Waterway bekannt geworden, war der Ablauf des Lake Washington über den Black River, welcher vom Südende des Sees in den Duwamish River floss.
Frühestens ab 1854 gab es Überlegungen, eine schiffbare Verbindung zwischen dem Lake Washington und dem Puget Sound zu schaffen, um Rohholz und verarbeitetes Holz transportieren und Fischerbooten den Verkehr ermöglichen zu können. Dreizehn Jahre später befürwortete die United States Navy ein Kanalprojekt, das den Bau einer Marinebasis am Lake Washington enthielt. 1891 begann das United States Army Corps of Engineers mit der Planung des Projekts. Einige vorbereitende Arbeiten wurden 1906 begonnen, die eigentliche Arbeit begann fünf Jahre später. Die Verzögerungen bei Planung und Bau des Kanals führten zum Bau der Puget Sound Naval Shipyard der U.S. Navy  in Bremerton, welche am Sund Seattle gegenüber liegt.

### Frühe Bemühungen
Über Jahrhunderte haben Menschen Boote zwischen den Seen über Land transportiert und den Orten, wo dies geschah, Namen wie sxWátSadweehL (dt. etwa „in Kanu tragen“) gegeben. 1854 schlug der Pionier Thomas Mercer aus Seattle vor, die Seen Lake Union und Lake Washington mit dem Puget Sound zu verbinden; er tat dies in einer Rede zur ersten Feier des Unabhängigkeitstages in der ersten permanenten weißen Siedlung der Region Seattle, kurz nach deren Gründung. Mercer gab den Seen ihre heutigen Namen und ignorierte die ursprünglichen Namen aus dem Lushootseed, das von den Duwamish gesprochen wird, wie tenas Chuck oder XáXu7cHoo (dt. etwa „kleines großes Wasser“) für den Lake Union und hyas Chuck oder Xacuabš (dt. etwa „großes Wasser“) für den Lake Washington. „Lake Union“ wurde gewählt, um die künftige Verbindung der Gewässer zu suggerieren und „Lake Washington“ zu Ehren von George Washington.

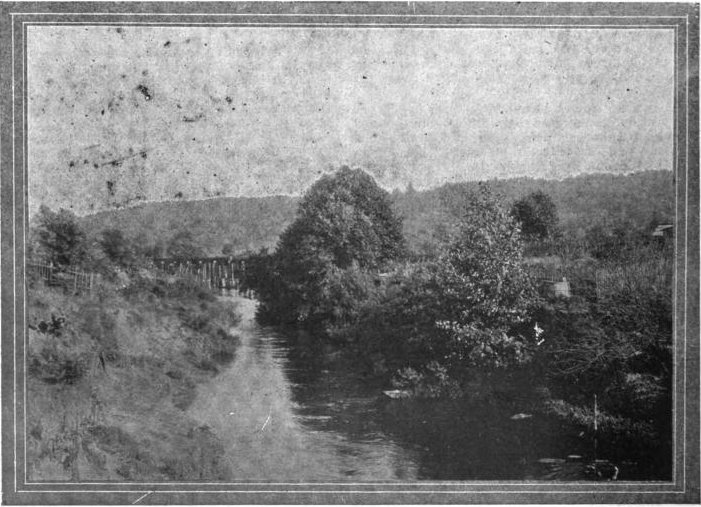
Der Montlake Portage Canal 1908

1860 versuchte der Landbesitzer Harvey L. Pike, mit Picke und Schaufel in Montlake selbst einen Graben für den Holztransport zwischen der Portage Bay und der Union Bay zu schaffen. Er tat dies in der Hoffnung, den Wert seiner Grundstücke entlang der Strecke zu steigern. Nachdem er die Grabung des ersten Portage Canal selbst aufgab, gründete er 1871 gemeinsam mit Thomas Burke aus Seattle und Daniel Hunt Gilmandie die Lake Washington Canal Company und überschrieb sein Land an die Firma. Anstatt den Kanal fertigzustellen, baute die Firma eine Straßenbahnlinie zum Transport von Kohle, die per Lastkahn über den Lake Washington herangeschafft wurde. 1883 heuerten David Denny und Burke  eine Gruppe chinesischer Arbeiter an, um den Kanal in Montlake fertigzustellen. Diese schufen einen 4,9 m breiten Kanal einschließlich einer Schleuse, der geeignet war, Flöße vom Lake Washington zum Lake Union zu tragen.
Das United States Army Corps of Engineers untersuchte den Puget Sound auf seine Eignung für die militärische Verteidigung und wählte den Lake Washington als bestgeeigneten Ort für eine Marinebasis, da das Gewässer sicher und die Versorgung mit Süßwasser, Kohle und Holz durch die Nähe der Quellen gesichert waren und außerdem das Süßwasser die hölzernen Schiffskörper weniger angreifen würde. Ein Bericht von Lieutenant Thomas H. Hardy vom 13. Oktober 1871, dem Kongress durch den General der Army B. S. Alexander vom Board of Engineers of the Pacific Coast weitergeleitet, besagt, dass die Kohlevorkommen der Seattle Coal and Transportation Company, zwei Meilen (3,2 km) östlich des Lake Sammamish gelegen, 1.500 Tonnen für Dampfschiffe geeignete Kohle liefern könnten, potenziell zweimal so viel. Die direkte Route quer durch den nächstgelegenen Teil von Seattle, also Semples Kanal von Leschi (heute Stadtteil von Seattle) geradewegs ins heutige Harbor Island (gleichfalls Stadtteil von Seattle), wurde in diesem Bericht zurückgewiesen, weil die 200 … 300 Fuß (60 … 90 m) hohen Hügel hätten durchschnitten werden müssen. Die Route über den Black River und den Duwamish River würde einen Bogen von mehreren Meilen Länge machen, eher auf Sandbänke als in tiefes Wasser führen und eine immer wiederkehrende Ausbaggerung des vom Fluss herangetragenen Sandes erfordern. Gegen die den Lake Union mit der Shilshole Bay verbindende – die endgültig gewählte – Route hatte General Alexander „ernsthafte Bedenken“ zu denen die Kosten, die Notwendigkeit, einen Kanal zu graben, die Tatsache, dass die Kanalroute in seichtem Wasser enden würde, das schwerer See ausgesetzt sei, und die Tatsache, dass das Ende der Route in Kriegszeiten schlecht zu verteidigen sei, weil es „der Kanonade eines Feindes ausgesetzt“ sei, gehörten. Alexander war weniger gegen eine Route gerade südwärts von der Salmon Bay durch Interbay  (heute Stadtteil von Seattle) zur Smith Cove, doch diese würde gleichfalls in seichtem Wasser enden, wäre ebenso kostenträchtig wie seine bevorzugte Route vom Lake Union durch Mercer’s Farm bis zur Elliott Bay und wäre schlechter zu verteidigen. Die geschätzten Kosten für das Projekt beliefen sich auf 4,7 Mio. US$.
Im Rivers and Harbors Act von 1902 wies der Kongress das Kriegsministerium an, ein Gremium von drei Offizieren einzusetzen, die eine Machbarkeitsstudie für einen Kanal und ein Schleusensystem zur Verbindung von Puget Sound und Lake Washington anfertigen sollten. Lieutenant Colonel William H. Heuer, Captain William Campbell Langfitt und Lieutenant Robert P. Johnson trafen im August 1902 in Seattle zusammen und leiteten eine Erkundung möglicher Routen. Sie prüften eine Route der Lake Washington Waterway Company über die Shilshole Bay wie auch eine Route vom Lake Union nach Smith Cove, die Montlake-Kohlebahn und Thomas Mercers Farm. Im November 1902 wurde im Saal der Chamber of Commerce eine öffentliche Versammlung einberufen, die jedoch schnell wieder aufgeschoben wurde, weil kein Sprecher kam.

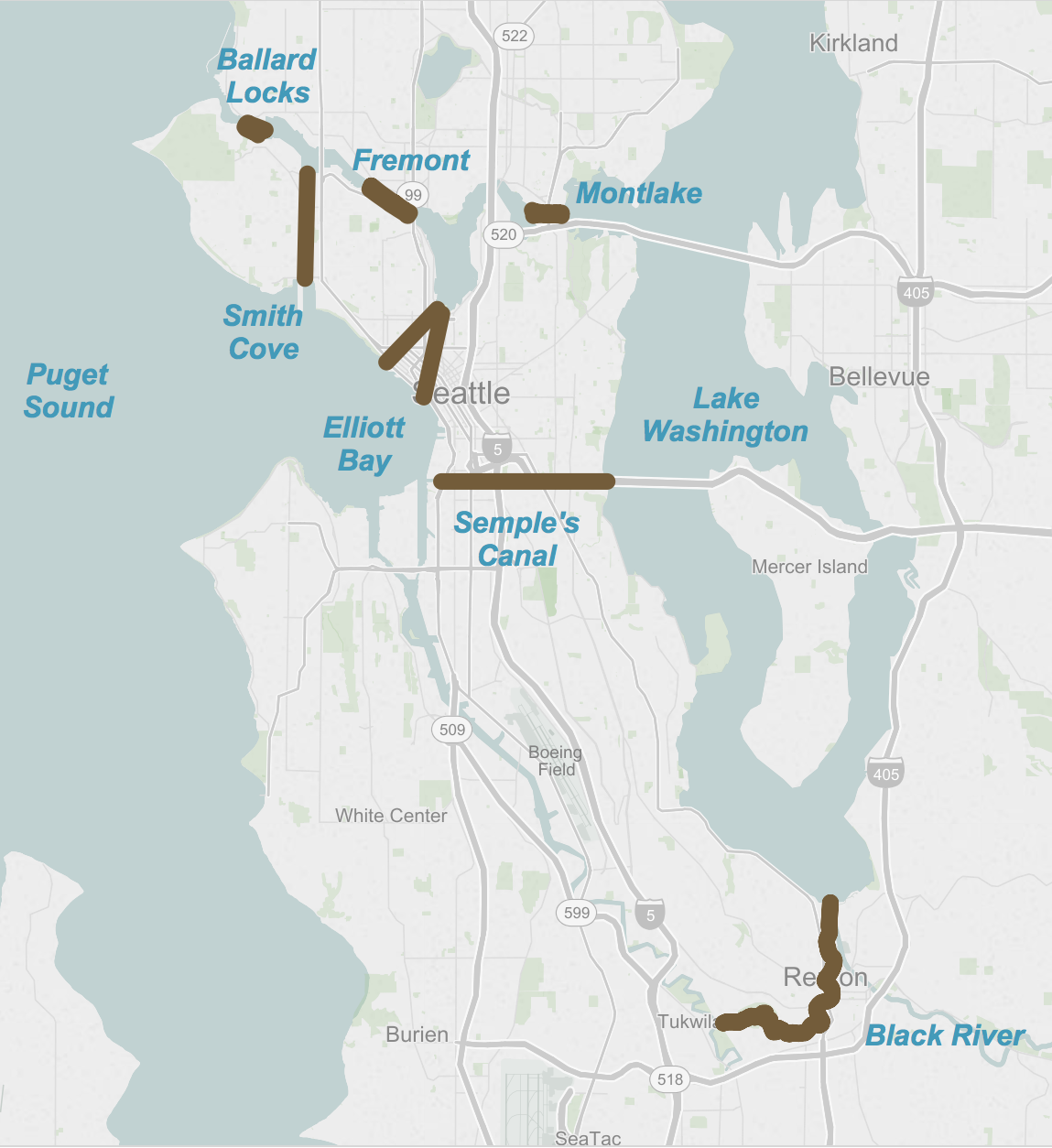
Vorgeschlagene Kanalrouten berücksichtigten den Black River, Semples Kanal durch Beacon Hill (heute Stadtteil von Seattle), zwei mögliche Routen vom Lake Union zur Elliott Bay über Lower Queen Anne und Belltown (heute Stadtteile von Seattle), den Montlake Cut und von der Salmon Bay nach Smith Cove über Interbay (heute gleichfalls Stadtteil von Seattle).

1906, als die lokale Debatte über den Verlauf des Kanals fortgesetzt wurde und sich die Finanzierung aus der Bundeshauptstadt verzögerte, schlug der Bauunternehmer James A. Moore aus Seattle, heutzutage für das Moore Theatre und Moore Haven bekannt, vor, einen Kanal, der den Verkehr kleinerer Schiffe zuließe und hölzerne Schleusen enthielte, zwischen der Salmon Bay und der Shilshole Bay zu bauen.:23–25 Moore sicherte die Bewilligung des Kongresses für das Projekt, das ihm die Rechte zum Bau übertrug. Im April desselben Jahres wurde Hiram M. Chittenden neuer Army District Engineer in Seattle.:23–25 Chittenden favorisierte dieselbe Route zur Shilshole Bay wie Moore, fand den Plan jedoch zu bescheiden und potenziell unsicher.:26 Chittenden sagte, Moores Hoffnung auf ein Budget von 500.000 US$ wäre  unzureichend, die Schleusen sollten für größere Schiffe gebaut werden und die hölzernen Schleusen würden schließlich verkommen und zusammenstürzen, wenn der Lake Washington in den Puget Sound entwässert würde.:26
Stattdessen schlug Chittenden einen doppelten Betonriegel mit Stahltoren vor, die es kleineren Schiffen erlauben würden, mit weniger Verlusten zu passieren.:27 Ein einzelnes Schleusenpaar am Westende der Salmon Bay sollte die kleine Holzschleuse nahe der Fremont Avenue ersetzen, welches den Spiegel des Lake Washington auf den des Lake Union absenken würde.:27 Eine einzelne Schleuse zwischen dem Puget Sound und dem Süßwassersee würde das Hochwasserrisiko vermindern und die Gesamtkosten des Projekts reduzieren.:27 Bevor er weitermachen konnte, würde Chittenden die lokalen Führer veranlassen müssen, von der Unterstützung von Moores Projekt abzulassen. Nachdem die Begeisterung für seinen Kanal abgeklungen war und die Finanzierung zunehmend unsicher wurde, übertrug Moore 1907 seine Rechte an eine öffentlich-private Einheit, die Lake Washington Canal Association.:29 Obwohl Chittenden hoffte, seine Karriere mit dem Bau der Schleusen zu krönen, forderte seine angegriffene Gesundheit, 1909 in den Ruhestand zu gehen; er setzte seine Lobbyarbeit für das Projekt beim Kongress fort und diente als beratender Ingenieur  und als Leiter des Hafens in Seattle bis zu seinem Tod 1917.:31

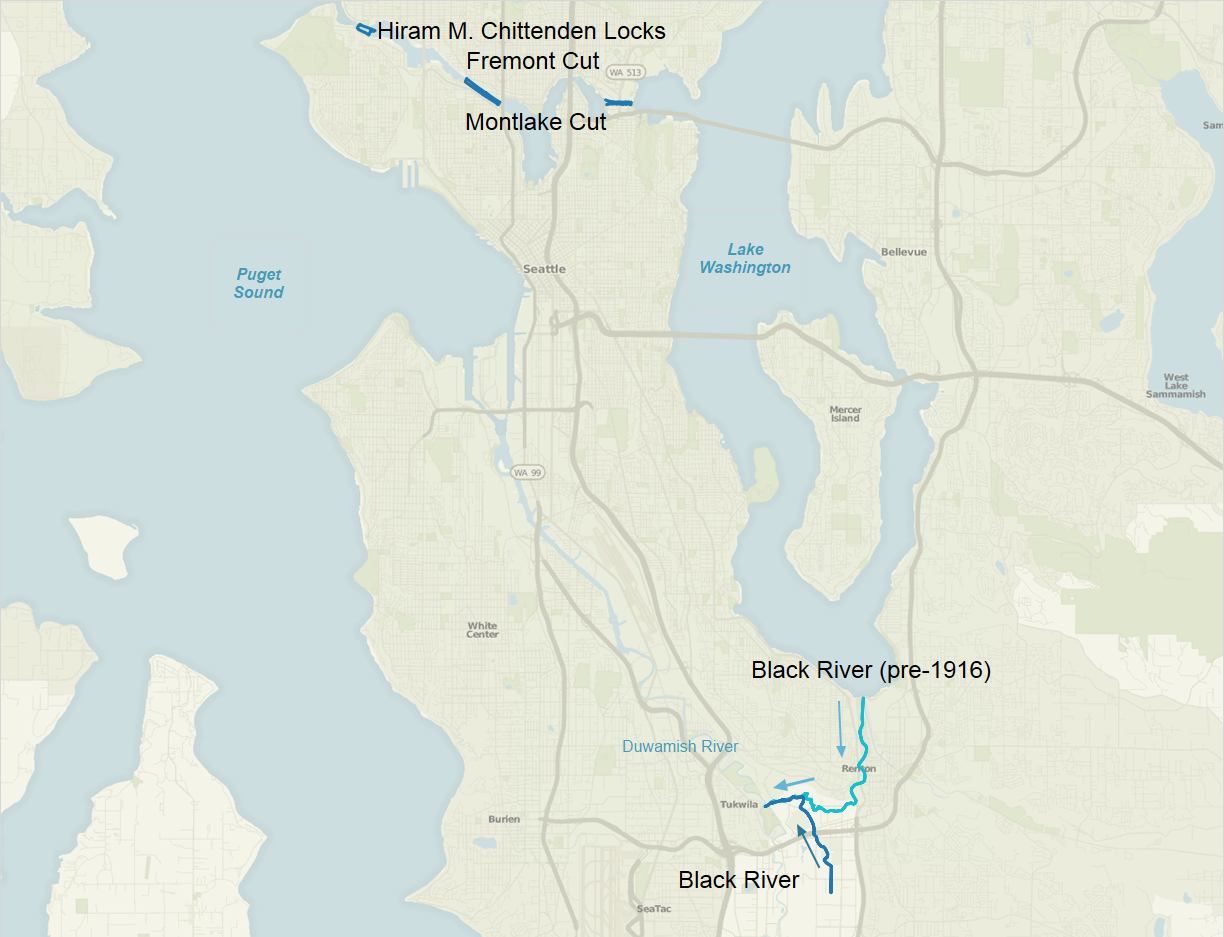
Der Lake Washington Ship Canal und der Black River, hier der Verlauf des Flusses 2013 und vor 1916

## Kanalquerungen

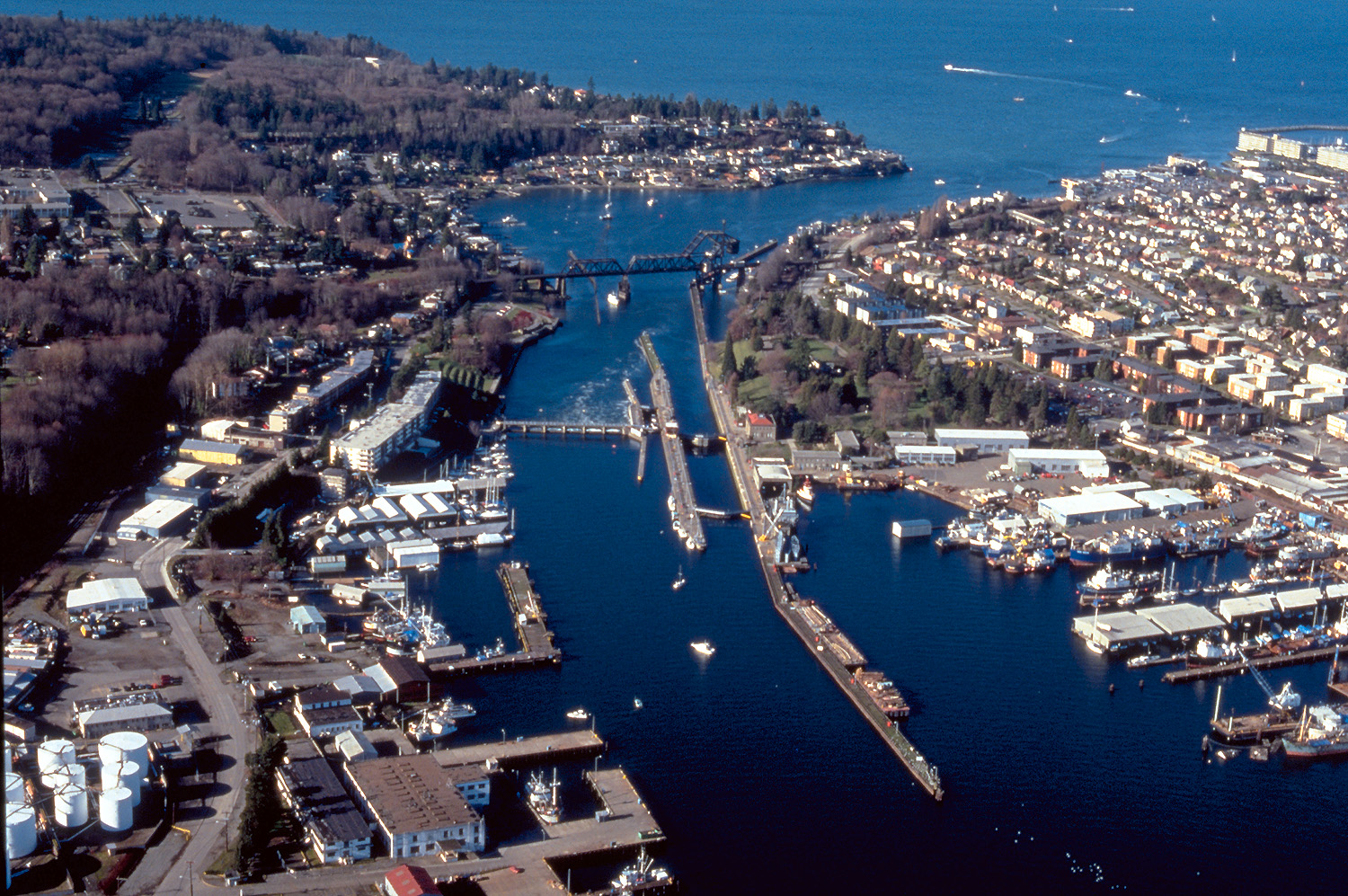
Luftbild des Schleusensystems Hiram M. Chittenden Locks (Ballard Locks)

Der Kanal kann von Ost nach West geordnet wie folgt gequert werden:
- durch den University Link Tunnel mit der Link Light Rail
- über die Montlake Bridge mit der Washington State Route 513 (Montlake Boulevard NE) über den Montlake Cut
- über die University Bridge mit der Eastlake Avenue über die Portage Bay
- über die Ship Canal Bridge mit der Interstate 5 über die Portage Bay
- über die George Washington Memorial Bridge (allgemein Aurora Bridge genannt) mit der Aurora Avenue N. (Washington State Route 99) über den Westteil des Lake Union
- über die Fremont Bridge, welche die 4th Avenue N. mit der Fremont Avenue N. über den Fremont Cut
- über die Ballard Bridge mit der 15th Avenue über die Salmon Bay
- über die Hiram M. Chittenden Locks (ausschließlich Fußgänger)
- über die Salmon Bay Bridge der BNSF Railway über die Salmon Bay

## Sehenswürdigkeiten in Seattle
Der Lake Washington Ship Canal und die Hiram M. Chittenden Locks sind im National Register of Historic Places aufgeführt. Der Montlake Cut gehört zusammen mit der Montlake Bridge zu den City of Seattle Designated Landmarks (ID #107995).